# NGC 5296
NGC 5296 is een spiraalvormig sterrenstelsel in het sterrenbeeld Jachthonden. Het hemelobject werd op 3 mei 1850 ontdekt door Johnstone Stoney, assistent van de Ierse astronoom William Parsons.

## Synoniemen
- MCG 7-28-62
- ZWG 218.44
- NPM1G +44.0258
- KCPG 394A
- PGC 48811